# Mesopristes
Mesopristes és un gènere de peixos pertanyent a la família dels terapòntids.

## Taxonomia
- Mesopristes argenteus (Cuvier, 1829)[4]
- Mesopristes cancellatus (Cuvier, 1829)[4]
- Mesopristes elongatus (Guichenot, 1866)[5]
- Mesopristes iravi (Yoshino, Yoshigou & Senou, 2002)[6]
- Mesopristes kneri (Bleeker, 1876)[7][8][9][10][11][12][13]